# جیم مودی
جیم مودی (انگلیسی: Jim Moody؛ زادهٔ ۲۵ سپتامبر ۱۹۴۹) یک هنرپیشه اهل ایالات متحده آمریکا است. وی از سال ۱۹۸۰ میلادی تاکنون مشغول فعالیت بوده‌است.

## گزیده فیلمشناسی
از فیلم‌ها یا برنامه‌های تلویزیونی که وی در آن نقش داشته‌است می‌توان به آثار زیر اشاره کرد.
- آخرین اژدها (۱۹۸۵)
- به من تکیه کن (۱۹۸۹)
- ستاره مشهور (فیلم ۱۹۹۸) (۱۹۹۸)
- ۲۸ روز (فیلم) (۲۰۰۰)